# Medelhavsmuseet
Medelhavsmuseet er et arkæologisk kulturhistorisk museum i Stockholm for samlinger fra middelhavslandene og Nærorienten. Museets samlinger har siden 1982 været udstillet i Inteckningsbankens gamle lokaler ved Gustav Adolfs Torg i Stockholm.
Museet blev grundlagt 1954 ved sammenlægning af to allerede eksisterende museumsinstitutioner: Egyptiska museet og Cypernsamlingarna. Grundlaget for samlingerne udgjordes af de statslige samlinger, som siden 1800-tallets begyndelse var tilkommet som gaver fra diplomater og rejsende.
I 1930'erne gjorde museet store indkøb blandt andet fra den egyptiske stat og fra privatsamlinger. Cypernsamlingerne stammer fra Svenska Cypernexpeditionens omfattende udgravninger 1927-31 under arkæologen Einar Gjerstad ledelse. 

## Galleri
- Fra museets udstillinger
- Terrakotta fra Enkomi, ca. 1450-1200 f.Kr.
- Ældre mand, romersk senrepublikansk portræt ca. 40 e.Kr.
- “Uldhandleren”, en frigiven slave. Romersk gravrelief, midt 100-tallet e.Kr.
- Romersk kunst